# Tỉnh (Nga)
Tỉnh của Nga (tiếng Nga: область) là một chủ thể liên bang của Nga. Nó cũng là một thực thể chính trị cấu thành lên liên bang thuộc Chính phủ Nga với các đại diện trong Hội đồng Liên bang. Đây cũng là bộ phận hành chính cấp một của Nga. Nó khác với vùng về mặt pháp lý nhưng khác về chủ thể chính trị.
Mỗi tỉnh đều có một chính quyền riêng nằm quyền điều hành một khu vực địa lý nhất định với một cơ quan lập pháp riêng, nghị viện khu vực (Oblast Duma) và được bầu một cách dân chủ. Quyền hành pháp cao nhất tại các tỉnh được gọi là Thống đốc tỉnh và được chỉ định bởi Tổng thống Nga. Dưới các tỉnh được chia thành các huyện, thành phố liên bang, và khu tự trị. Hiện tại chỉ còn hai tỉnh là vẫn còn khu tự trị là  Arkhangelsk (Khu tự trị Nenets) và Tyumen (khu tự trị Khantia-Mansia và Yamalo-Nenets).
Thuật ngữ oblast có thể được dịch thành "tỉnh" hoặc "khu vực". Hiện nay, Liên bang Nga có tổng cộng 48 tỉnh, chiếm số lượng nhiều nhất trong tổng số 89 chủ thể liên bang ở Nga. Phần lớn các tỉnh được đặt theo tên của thành phố trung tâm hành chính của tỉnh, thuật ngữ chính của một thành phố thủ phủ của tỉnh và cũng thường là thành phố lớn nhất của tỉnh. Một số trường hợp ngoại lệ khi Leningrad và Moskva không có thủ phủ chính thức và Sakhalin và được đặt theo tên của hòn đảo chứ không phải tên của một thành phố. Trong khi Leningrad là tên trước đây của Saint Petersburg thì Sverdlovsk cũng là tên cũ của Yekaterinburg. Tỉnh của Nga là nơi chủ yếu có dân cư là dân tộc Nga và người nói tiếng Nga bản địa và chủ yếu ở lãnh thổ châu Âu của Nga.
Về mặt diện tích thì Tyumen là tỉnh có diện tích lớn nhất với 1.435.200 km², nếu không bao gồm khu tự trị thì lớn nhất là Irkutsk với 767.900 km², trong khi tỉnh có diện tích nhỏ nhất là Kaliningrad với 15.100 km². Tỉnh có dân cư đông nhất là Moskva 7.095.120 người còn tỉnh có dân cư ít nhất là Magadan với chỉ 156.996 người.

## Danh sách các tỉnh tại Nga
1. Amur
2. Arkhangelsk
3. Astrakhan
4. Belgorod
5. Bryansk
6. Chelyabinsk
7. Irkutsk
8. Ivanovo
9. Kaliningrad
10. Kaluga
11. Kemerovo
12. Kherson
13. Kirov
14. Kostroma
15. Kurgan
16. Kursk
17. Leningrad
18. Lipetsk
19. Magadan
20. Moskva
21. Murmansk
22. Nizhny Novgorod
23. Novgorod
24. Novosibirsk
25. Omsk
26. Orenburg
27. Oryol
28. Penza
29. Pskov
30. Rostov
31. Ryazan
32. Sakhalin
33. Samara
34. Saratov
35. Smolensk
36. Sverdlovsk
37. Tambov
38. Tomsk
39. Tver
40. Tula
41. Tyumen
42. Ulyanovsk
43. Vladimir
44. Volgograd
45. Vologda
46. Voronezh
47. Yaroslavl
48. Zaporozhye